# Това сме ние
„Това сме ние“ (на английски: This Is Us) е американски сериал, който дебютира на 20 септември 2016 г. по NBC.
На януари 2017 г. сериалът е подновен за втори и трети сезон.
През май 2021 г. е обявено, че шестият сезон ще бъде последен.

## Актьорски състав
- Майло Вентимиля – Джак Пиърсън
- Манди Мур – Ребека Пиърсън
- Стърлинг Кей Браун – Рандъл Пиърсън
- Криси Мец – Кейт Пиърсън
- Джъстин Хартли – Кевин Пиърсън
- Сюзън Келечи Уотсън – Бет Пиърсън
- Крис Съливан – Тоби Деймън
- Рон Кифас Джоунс – Уилям Х. „Шекспир“ Хил
- Джон Хуертас – Мигел Ривас
- Александра Брекенридж – Софи
- Ерис Бейкър – Тес Пиърсън
- Фейт Хърман – Ани Пиърсън
- Мелани Либур – Зоуи

## „Това сме ние“ в България
В България сериалът започва излъчване на 27 октомври 2016 г. по Фокс Лайф. На 2 ноември 2017 г. започва втори сезон. Трети сезон започва през 2018 г. На 9 октомври 2019 г. започва четвърти сезон. На 3 февруари 2021 г. започва пети сезон, всяка сряда от 22:00. На 30 март 2022 г. започва шести сезон, всяка сряда от 22:00. Дублажът е на студио Доли. Ролите се озвучават от артистите Татяна Захова, Таня Димитрова, Венета Зюмбюлева в първи сезон, Десислава Знаменова от втори, Илиян Пенев и Росен Плосков.